# 中国木材
中国木材株式会社（ちゅうごくもくざい）は広島県呉市に本社を置く製材メーカーである。国内トップシェアを誇る。

## 沿革
- 1953年（昭和28年）- 国内で初めてチップの工業の企業化に成功。
- 1955年（昭和30年）- 中国チップ工業株式会社設立。広島県より発明研究奨励金を受ける。
- 1957年（昭和32年）- 中国財務局より旧海軍用地の払い下げを受け、広工場を建設。
- 1961年（昭和36年）- 社団法人日本木材加工技術協会より木材加工技術賞を受賞。
- 1967年（昭和42年）- 関連会社としてマルホ木材工業株式会社を設立し、北洋材製材を開始。
- 1969年（昭和44年）- 中国木材株式会社に商号変更。
- 1976年（昭和51年）- 呉市虹村工業団地内に虹村工場（現・第5工場）を建設し、稼働開始。
- 1977年（昭和52年）- 全工場を改造し米材、北洋材両樹種製材体制を確立。
- 1983年（昭和58年）- 新工場用地取得。本社を移転し、稼働開始。
- 1984年（昭和59年）- 大阪センターを開設。
- 1985年（昭和60年）- 東京センターを開設。
- 1986年（昭和61年）- 関連会社である株式会社マルホが岩国工場を引継ぎ、稼働を始める。
- 1987年（昭和62年）- 第7工場が完成し、稼働を開始。東北センターを開設。
- 1988年（昭和63年）- 第8工場が完成し、稼働を開始。名古屋センターを開設。
- 1989年（平成元年）
  - 株式会社中国木材バースが中国木材工業株式会社に商号変更し、新体制が発足。
  - 東海センターを開設。
  - 乾燥平角「ドライ・ビーム」製造開始。
- 1990年（平成2年）- 岡山営業所を移転し、岡山センターとする。
- 1992年（平成4年）- 本社に38,000 tバースが完成。
- 1994年（平成6年）- 乾燥平角「ドライ・ビーム」の商標登録が認証される。
- 1995年（平成7年）- 第5工場（乾燥・プレカット工場）が完成。
- 1997年（平成9年）
  - 郷原工場（乾燥・集成・プレカット工場）が完成。
  - ベイマツ集成材「ラミナ・ビーム」JAS認定取得。
- 1998年（平成10年）- 中国木材工業株式会社と合併。
- 2000年（平成12年）
  - ベイマツ集成材「ラミナ・ビーム」改正JAS第1号として認定取得。
  - ISO 9002:1994 品質保証システムの認証を取得。
- 2001年（平成13年）- 東海センターを東海事業所とし、関東でプレカット事業を開始。
- 2002年（平成14年）
  - 乾燥平角「ドライ・ビーム」JAS認定取得。
  - スギとベイマツを使用した異樹種集成材「ハイブリッド・ビーム」が日本で初めてのJAS認証取得。
  - ISO9001:2000 品質マネジメントシステムの認証を取得。
- 2003年（平成15年）
  - 創立50周年記念各種行事を開催。
  - 名古屋センターを名古屋事業所とし、プレカット事業を開始。
  - 伊万里事業所を開設。
- 2004年（平成16年）- 伊万里事業所にて集成材事業及びプレカット事業を開始。
- 2005年（平成17年）- 本社5,000 kwバイオマス発電設備が稼働。
- 2007年（平成19年）- 鹿島工場にて製材工場・乾燥加工工場が稼動開始。
- 2008年（平成20年）- 鹿島工場内で、神之池バイオエネルギー株式会社バイオマス発電稼働。
- 2009年（平成21年）- ISO9001:2008年版を取得。
- 2010年（平成22年）- 北広島工場が稼動。宮の郷木材事業協同組合を設立。
- 2011年（平成23年）- 宮の郷木材事業協同組合工場稼動。PEFC-CoC森林認証を取得。
- 2012年（平成24年）- 鹿島集成材工場（小・中断面）が竣工。
- 2013年（平成25年）- 鹿島集成材工場（大断面）が竣工。
- 2014年（平成26年）
  - 2月28日 - 宮の郷工場が稼動開始。
  - 10月31日 - 日向工場製材工場が稼動開始。
  - 11月10日 - 日向工場乾燥加工工場が稼動開始。
- 2015年（平成27年）
  - 2月1日 - 組織変更、役員変更。
  - 長良川木材事業協同組合工場が稼動。
- 2016年（平成28年）- SGEC-CoC森林認証を取得。
- 2017年（平成29年）- ISO9001:2015年版、およびSGEC/PEFC-CoC森林認証を取得。
- 2024年（令和6年）
  - 1月24日 - 能代工場製材工場が稼働[2]。
  - 5月7日 - 能代工場加工ラインにて、住宅の間柱や垂木などに使う部材の生産を開始[3]。

## 本社所在地
- 広島県呉市広多賀谷3-1-1